# Frontière entre l'Autriche et la Suisse
La frontière entre l'Autriche et la Suisse est la frontière internationale séparant ces deux pays. C'est l'une des frontières intérieures de l'espace Schengen. 

## Caractéristiques
La frontière entre les deux pays suit une direction générale nord-sud, à l'est de la Suisse et à l'ouest de l'Autriche. Elle est divisée en deux segments distincts par le Liechtenstein, pays enclavé entre ses deux voisins.
Le segment nord débute dans le lac de Constance à la jonction entre les frontières entre Allemagne et Suisse et entre Allemagne et Autriche, et se termine au tripoint nord formé par les frontières entre Autriche et Liechtenstein et entre Liechtenstein et Suisse. Le segment sud débute au tripoint sud entre ces frontières et s’achève à l'intersection avec les frontières entre Autriche et Italie et entre Italie et Suisse, le Dreiländerpunkt.
Les deux pays sont signataires de la convention de Schengen.

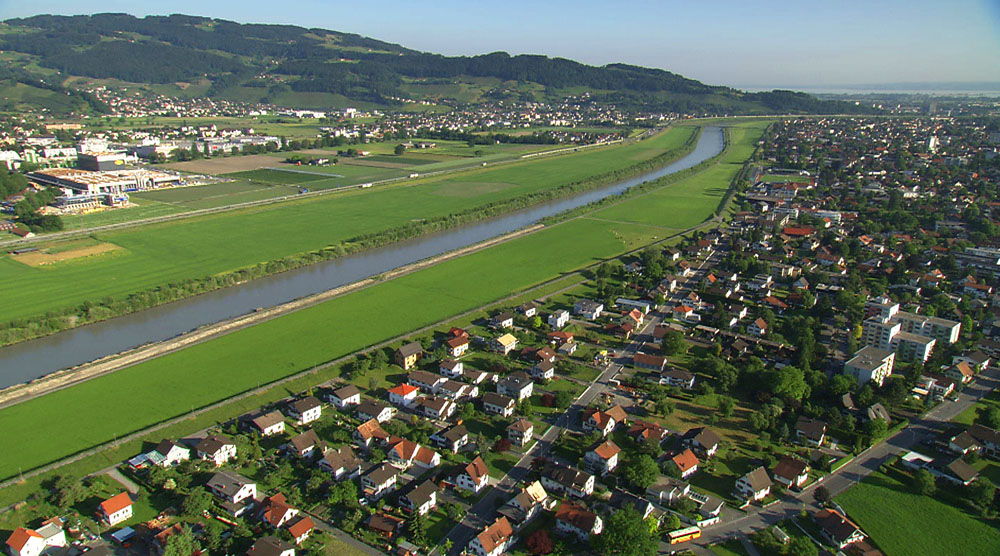
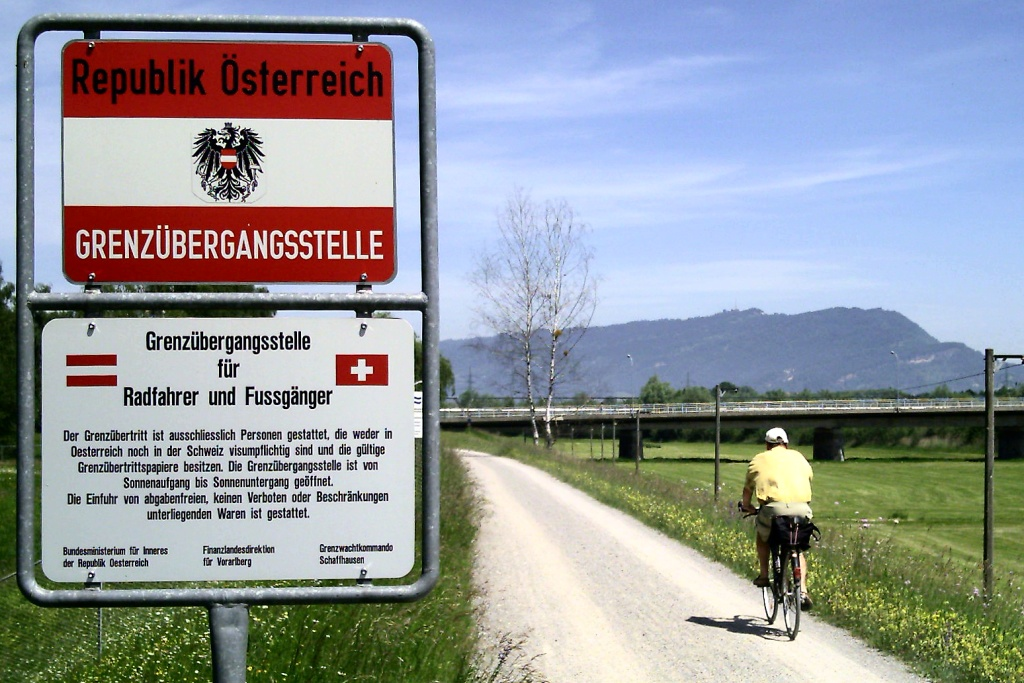
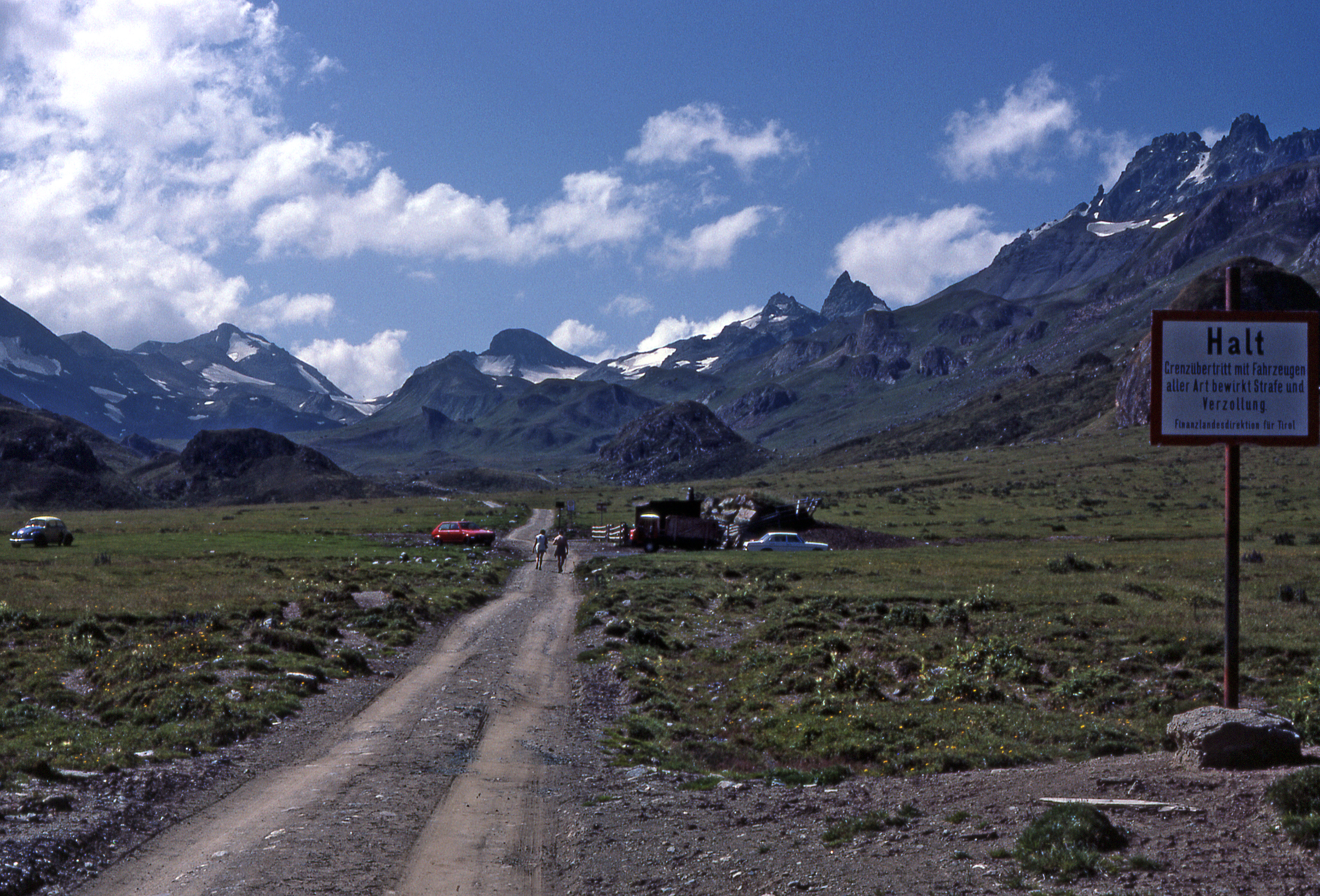
Frontière dans le massif de Silvretta: vue depuis le Fimbatal dans le Voralberg en direction du val Fenga dans les Grisons (1980).
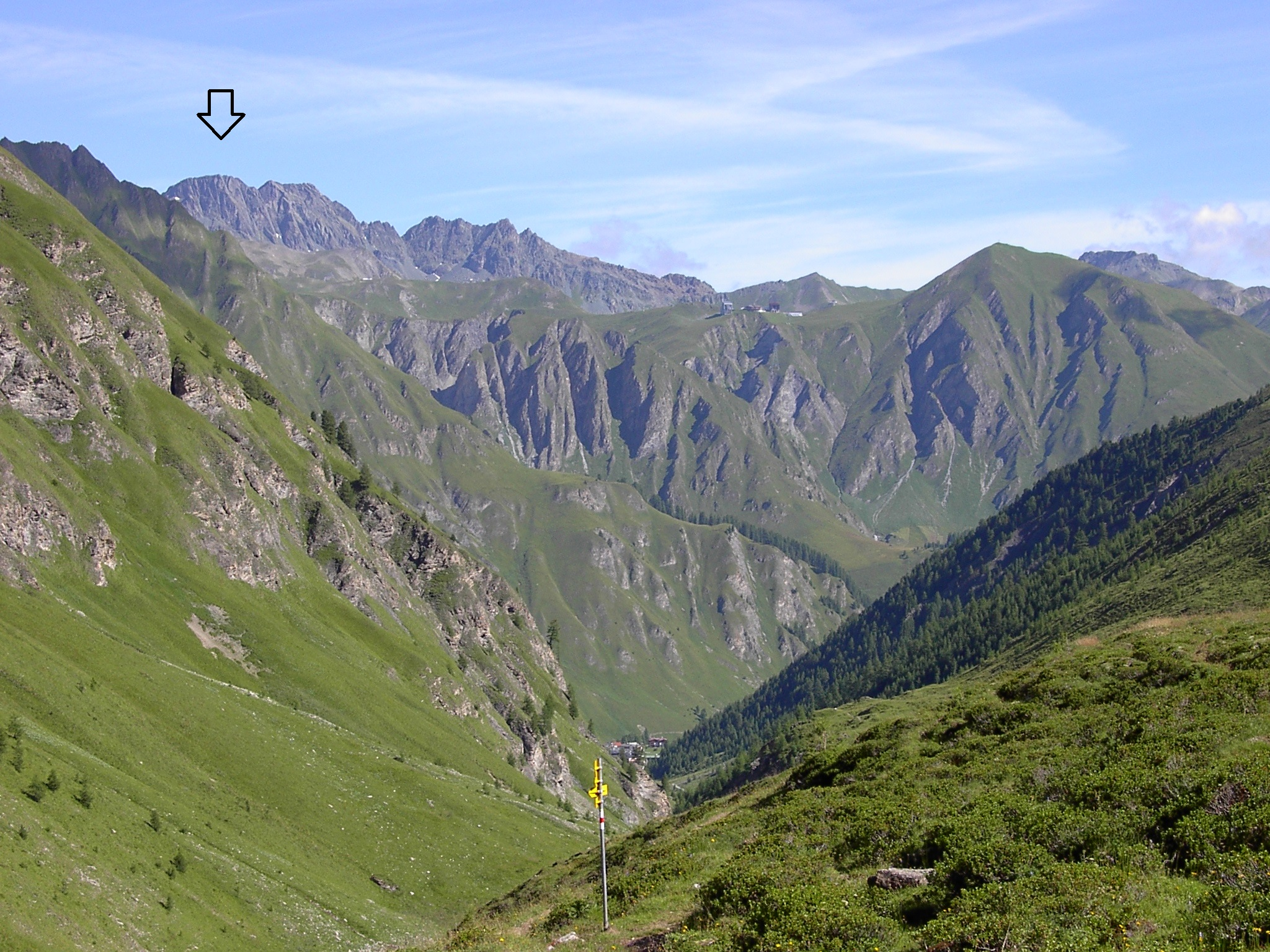
Vue depuis le val Maisas du versant grisons du massif de Samnaun qui marque la frontière avec le Tyrol. Le Bürkelkopf est indiqué par une flèche.

## Passages

### Principaux points de passage routiers
|       | Suisse     | Suisse            | Suisse                            |                                | Autriche              | Autriche                    | Autriche   |           |
| Image | Canton     | Route             | Localité                          | Lieu                           | Localité              | Route                       | Land       | Remarques |
| ----- | ---------- | ----------------- | --------------------------------- | ------------------------------ | --------------------- | --------------------------- | ---------- | --------- |
|       | Saint-Gall | et                | Rheineck                          | Alter Rhein                    | Gaißau                | L19                         | Vorarlberg |           |
|       | Saint-Gall |                   | Sankt Margrethen                  | Alter Rhein                    | Höchst                | Schweizer Straße L202 (de)  | Vorarlberg | E 712     |
|       | Saint-Gall | Zollstrasse → et  | Au                                | Rhin                           | Kirchdorf (Lustenau)  | L204                        | Vorarlberg |           |
|       | Saint-Gall | Rheinstrasse      | Widnau                            | Rhin                           | Wiesenrain (Lustenau) | L44                         | Vorarlberg |           |
|       | Saint-Gall | Rheinstrasse      | Schmitter (Diepoldsau)            | Alter Rhein (Diepoldsau)       |                       | L45 → Rheinstraße L203 (de) | Vorarlberg |           |
|       | Saint-Gall | Hohenemserstrasse | Diepoldsau                        | Alter Rhein (Diepoldsau)       | Hohenems              | L46                         | Vorarlberg |           |
|       | Saint-Gall | Altstätterstrasse | Kriessern (Oberriet)              | Rhin                           | Mäder                 | L58                         | Vorarlberg |           |
|       | Saint-Gall |                   | Montlingen (Oberriet)             | Rhin                           | Koblach               |                             | Vorarlberg |           |
|       | Saint-Gall | H134 et           | Zoll Oberriet (Oberriet)          | Rhin                           | Meiningen             | L52                         | Vorarlberg |           |
|       | Saint-Gall | Rejoint la        | Lienz (Altstätten)                | Rhin                           | Bangs (Feldkirch)     | L39                         | Vorarlberg |           |
|       | Grisons    | H418              | Spissermühle, Compatsch (Samnaun) | Inntal                         | Spissermühl (Spiss)   | L348                        | Tyrol      |           |
|       | Grisons    |                   | Vinadi/Weinberg (Tschlin)         | Basse Engadine CH / A Inntal   | Schalkl (Pfunds)      | Reschenstraße B180 (de)     | Tyrol      |           |
|       | Grisons    |                   | Martina/Martinsbruck (Tschlin)    | Pont sur l'Inn, Basse Engadine | Nauders               | Martinsbrucker Straße (de)  | Tyrol      |           |

### Point de passage ferroviaire
|       | Suisse     | Suisse                 | Suisse           |            | Autriche | Autriche               | Autriche   |           |
| Image | Canton     | Ligne de chemin de fer | Localité         | Lieu       | Localité | Ligne de chemin de fer | Land       | Remarques |
| ----- | ---------- | ---------------------- | ---------------- | ---------- | -------- | ---------------------- | ---------- | --------- |
|       | Saint-Gall | Ligne du Vorarlberg    | Sankt Margrethen | Rhin alpin | Lustenau | Ligne du Vorarlberg    | Vorarlberg |           |